# Owen Nolan
Owen Liam Nolan (* 12. února 1972 v Belfastu, Spojené království) je bývalý kanadský hokejista, který odehrál 1200 utkání v NHL.

## Reprezentace
Za kanadskou reprezentaci si zahrál na mistrovství světa 1997 v Helsinkách a olympijských hrách 2002 v Salt Lake City, z obou akcí má zlatou medaili.

### Reprezentační statistiky
| 1997 | Kanada | MS | 10 | 4 | 3 | 7 | 31 |
| 2002 | Kanada | OH | 6  | 0 | 3 | 3 | 2  |

## Klubová kariéra
S hokejem začínal v kanadském městě Thorold. Jako šestnáctiletý v roce 1988 začal nastupovat za juniorský tým Cornwall Royals, hrající OHL. Za sezonu 1988/89 získal ocenění pro nejlepšího nováčka – Emms Family Award. V následující sezoně získal trofej pro nejlépe střílející pravé křídlo – Jim Mahon Memorial Trophy.
Klub NHL Québec Nordiques si Nolana vybral ve vstupním draftu 1990 na celkové první pozici. V Québecu působil v letech 1990-95. V ročníku 1991/92 byl nominován do utkání hvězd. Licence na NHL byla v roce 1995 prodána z Québecu do Denveru, kde klub působí jako Colorado Avalanche. V tomto celku načal Nolan sezonu 1995/96, ovšem v říjnu byl vyměněn za Sandise Ozolinše do San Jose Sharks. V dresu tohoto klubu si vysloužil nominaci do utkání hvězd 1995/96, 1996/97, 1999/00 a 2001/02. Od roku 1998 zastával funkci kapitána týmu. V březnu 2003 byl vyměněn do Toronto Maple Leafs za Alyna McCauleye, Brada Boyese a volbu v prvním kole draftu. Za Leafs hrál do roku 2004.
Sezona NHL 2004/05 se nekonala pro spory hráčů s majiteli klubů. Nolan nehrál ani v následujícím ročníku - v úvodu opustil Toronto, které se jej rozhodlo vykoupit ze smlouvy kvůli jeho problémům s kolenem a vysokému platu. Během sezony nenašel angažmá, přestože se spekulovalo o zájmu Sharks.
Sezonu 2006/07 odehrál za Phoenix Coyotes, tu následující za Calgary Flames. V létě 2008 podepsal dvouletou smlouvu s Minnesota Wild. Po jejím skončení se vydal na rok do švýcarské ligy, kde hájil barvy ZSC Lions.
Na podzim 2011 se objevil v předsezónním kempu klubu NHL Vancouver Canucks. Smlouvu si ovšem nevybojoval a tak v únoru 2012 ohlásil prostřednictvím San Jose Sharks, kde prožil nejúspěšnější roky, konec kariéry.

## Klubové statistiky
- Debut v NHL – 4. října 1990 (Hartford Whalers – QUEBEC NORDIQUES)
- První gól i asistence v NHL – 12. října 1990 (Buffalo Sabres – QUEBEC NORDIQUES)

| Sezona     | Klub                | Soutěž     | Základní část | Základní část | Základní část | Základní část | Základní část | Play off | Play off | Play off | Play off | Play off |
| Sezona     | Klub                | Soutěž     | Z             | G             | A             | B             | TM            | Z        | G        | A        | B        | TM       |
| ---------- | ------------------- | ---------- | ------------- | ------------- | ------------- | ------------- | ------------- | -------- | -------- | -------- | -------- | -------- |
| 1987/88    | Thorold Black Hawks | OMHA       | 28            | 53            | 32            | 85            | 24            | —        | —        | —        | —        | —        |
| 1988/89    | Cornwall Royals     | OHL        | 62            | 34            | 25            | 59            | 213           | 18       | 5        | 11       | 16       | 41       |
| 1989/90    | Cornwall Royals     | OHL        | 58            | 51            | 60            | 111           | 240           | 6        | 7        | 5        | 12       | 26       |
| 1990/91    | Quebec Nordiques    | NHL        | 59            | 3             | 10            | 13            | 109           | —        | —        | —        | —        | —        |
|            | Halifax Citadels    | AHL        | 6             | 4             | 4             | 8             | 11            | —        | —        | —        | —        | —        |
| 1991/92    | Quebec Nordiques    | NHL        | 75            | 42            | 31            | 73            | 183           | —        | —        | —        | —        | —        |
| 1992/93    | Quebec Nordiques    | NHL        | 73            | 36            | 41            | 77            | 185           | 5        | 1        | 0        | 1        | 2        |
| 1993/94    | Quebec Nordiques    | NHL        | 6             | 2             | 2             | 4             | 8             | —        | —        | —        | —        | —        |
| 1994/95    | Quebec Nordiques    | NHL        | 46            | 30            | 19            | 49            | 46            | 6        | 2        | 3        | 5        | 6        |
| 1995/96    | Colorado Avalanche  | NHL        | 9             | 4             | 4             | 8             | 9             | —        | —        | —        | —        | —        |
|            | San Jose Sharks     | NHL        | 72            | 29            | 32            | 61            | 137           | —        | —        | —        | —        | —        |
| 1996/97    | San Jose Sharks     | NHL        | 72            | 31            | 32            | 63            | 155           | —        | —        | —        | —        | —        |
| 1997/98    | San Jose Sharks     | NHL        | 75            | 14            | 27            | 41            | 144           | 6        | 2        | 2        | 4        | 26       |
| 1998/99    | San Jose Sharks     | NHL        | 78            | 19            | 26            | 45            | 129           | 6        | 1        | 0        | 1        | 6        |
| 1999/00    | San Jose Sharks     | NHL        | 78            | 44            | 40            | 84            | 110           | 10       | 8        | 2        | 10       | 6        |
| 2000/01    | San Jose Sharks     | NHL        | 57            | 24            | 25            | 49            | 75            | 6        | 1        | 1        | 2        | 8        |
| 2001/02    | San Jose Sharks     | NHL        | 75            | 23            | 43            | 66            | 93            | 12       | 3        | 6        | 9        | 8        |
| 2002/03    | San Jose Sharks     | NHL        | 61            | 22            | 20            | 42            | 91            | —        | —        | —        | —        | —        |
|            | Toronto Maple Leafs | NHL        | 14            | 7             | 5             | 12            | 16            | 7        | 0        | 2        | 2        | 2        |
| 2003/04    | Toronto Maple Leafs | NHL        | 65            | 19            | 29            | 48            | 110           | —        | —        | —        | —        | —        |
| 2004/05    | nehrál              | —          | —             | —             | —             | —             | —             | —        | —        | —        | —        | —        |
| 2005/06    | nehrál              | —          | —             | —             | —             | —             | —             | —        | —        | —        | —        | —        |
| 2006/07    | Phoenix Coyotes     | NHL        | 76            | 16            | 24            | 40            | 56            | —        | —        | —        | —        | —        |
| 2007/08    | Calgary Flames      | NHL        | 77            | 16            | 16            | 32            | 71            | 7        | 3        | 2        | 5        | 2        |
| 2008/09    | Minnesota Wild      | NHL        | 59            | 25            | 20            | 45            | 26            | —        | —        | —        | —        | —        |
| 2009/10    | Minnesota Wild      | NHL        | 73            | 16            | 17            | 33            | 40            | —        | —        | —        | —        | —        |
| 2010/11    | ZSC Lions           | SWI        | 24            | 7             | 19            | 26            | 53            | 5        | 2        | 2        | 4        | 2        |
| Celkem NHL | Celkem NHL          | Celkem NHL | 1200          | 422           | 463           | 885           | 1793          | 65       | 21       | 19       | 40       | 66       |

## Zajímavosti
- narodil se v severoirském hlavním městě Belfastu, ale od sedmi měsíců vyrůstal v Kanadě
- na mistrovství světa 1997 byl hlavním kanadským aktérem hromadné rvačky proti Česku[8]
- v San Jose vlastní restauraci
- při utkání hvězd NHL 1997 na ledě "svého" San Jose vstřelil památnou branku, kdy při samostatném úniku ukázal brankáři Východní konference Dominiku Haškovi kam mu vstřelí branku a poté tak učinil.[9]